# Új Ökológiai és Szociális Népszövetség
Az Új Ökológiai és Szociális Népszövetség (NUPES) a francia baloldal politikai pártjainak nagy részét tömörítő koalíció. Szimbóluma a görög nű betű.
A szövetség eredetileg a 2022-es francia elnökválasztás előtt jött létre Union Populaire (UP) néven, a La France Insoumise jelöltje, Jean-Luc Mélenchon elnökké választásának támogatására. Miután Mélenchon a harmadik helyen végzett és így nem jutott a második fordulóba, a párt és szövetségesei úgy döntöttek, hogy koalíciópartneri lehetőséget nyújtanak az Európai Ökológia – A Zöldeknek,  a Francia Kommunista Pártnak és a Szocialista Pártnak, hogy egyesítsék a baloldali szavazótábort a 2022-es parlamenti választásokra.
2024 júniusában a baloldali pártok új koalíciós projekthez társultak, Új Népfront (Nouveau Front populaire, NFP) néven, amely a 2024-es francia nemzetgyűlési választásokra való tekintettel a teljes baloldali szavazótábor összefogását tűzte ki célul, különösen a szélsőjobboldal térnyerése ellen.

## A pártszövetség tagjai
| Párt                                      | Párt | Párt                             | Párt   | Ideológia                                       | Politikai pozíció                 | Vezető(k)                                   |
| ----------------------------------------- | ---- | -------------------------------- | ------ | ----------------------------------------------- | --------------------------------- | ------------------------------------------- |
| Engedetlen Franciaország és szövetségesei |      |                                  |        |                                                 |                                   |                                             |
|                                           |      | Engedetlen Franciaország         | LFI    | Demokratikus szocializmus baloldali populizmus  | Baloldal és szélsőbaloldal között | Jean Luc Mélenchon és Adrien Quatennens     |
|                                           |      | Baloldali Párt                   | PG     | Demokratikus szocializmus baloldali populizmus  | Baloldal                          | Jean-Christophe Sellin és Hélène Le Cacheux |
|                                           |      | Együtt!                          | E!     | Szocializmus                                    | Baloldal                          | Kollektív                                   |
|                                           |      | Picardie Debout                  | PD     | Baloldali populizmus Gazdasági nacionalizmus    | Baloldal                          | François Ruffin                             |
|                                           |      | Ökológiai Forradalom az Élőkért  | REV    | Zöldpolitika                                    | Baloldal                          | Aymeric Caron                               |
|                                           |      | Független Munkáspárt             | POI    | Kommunizmus                                     | Baloldal és szélsőbaloldal között | Kollektív                                   |
|                                           |      | Rézistans Égalité 974            | RÉ974  | Demokratikus szocializmus, regionalizmus        | Baloldal és szélsőbaloldal között | Jean-Hugues Ratenon                         |
| Ökológiai Szövetség                       |      |                                  |        |                                                 |                                   |                                             |
|                                           |      | Európai Ökológia – A Zöldek      | EELV   | Zöldpolitika                                    | Balközép és baloldal között       | Julien Bayou                                |
|                                           |      | S. Generáció                     | G.s    | Demokratikus szocializmus, ökoszocializmus      | Balközép és baloldal között       | Benoît Hamon                                |
|                                           |      | Az Új Demokraták                 | ND     | Szociálliberalizmus, szociáldemokrácia          | Balközép                          | Aurélien Taché és Émilie Cariou             |
|                                           |      | Ökológia Generáció               | GÉ     | Ökofeminizmus                                   | Közép                             | Delphine Batho                              |
| Szocialista Párt és szövetségesei         |      |                                  |        |                                                 |                                   |                                             |
|                                           |      | Szocialista Párt                 | PS     | Szociáldemokrácia                               | Balközép                          | Olivier Faure                               |
|                                           |      | Közösségi Hely                   | PP     | Szociáldemokrácia                               | Balközép                          | Raphaël Glucksmann                          |
|                                           |      | Új Adomány                       | ND     | Progresszivizmus                                | Balközép és baloldal között       | Arnaud Lelache és Aline Mouquet             |
|                                           |      | Mayotte-i Fejlesztésért Mozgalom | MDM    |                                                 |                                   |                                             |
| Francia Kommunista Párt és szövetségesei  |      |                                  |        |                                                 |                                   |                                             |
|                                           |      | Francia Kommunista Párt          | PCF    | Kommunizmus                                     | Baloldal és szélsőbaloldal között | Fabien Roussel                              |
|                                           |      | Réunionért                       | PLR    | Poszt-marxizmus                                 | Baloldal                          | Huguette Bello                              |
|                                           |      | Tavini Huiraatira                | TH     | Demokratikus szocializmus, Polinéz függetlenség | Balközép és baloldal között       | Oscar Temaru                                |
|                                           |      | Péyi-A                           | Péyi-A | Martinique-i függetlenség                       | Balközép és baloldal között       | Jean-Philippe Nilor és Marcelin Nadeau      |

## A pártszövetség céljai
- a minimálbér nettó 1500 euróra emelése

- a nyugdíjkorhatár 60 éves korig történő leszállítása

- az alapvető élelmiszerek és produktumok árstoppal való védelme

- ökológiai tervezés megvalósítása (értsd: gazdaság fenntarthatóságának feljavítása)

- a hatodik köztársaság kikiáltása[1]

- a fiatalok minimáljövedelmének meghatározása.[2]

## Fordítás
Ez a szócikk részben vagy egészben  a   Nouvelle Union populaire écologique et sociale című francia Wikipédia-szócikk ezen változatának fordításán alapul.  Az eredeti cikk szerkesztőit annak laptörténete sorolja fel. Ez a jelzés csupán a megfogalmazás eredetét és a szerzői jogokat jelzi, nem szolgál a cikkben szereplő információk forrásmegjelöléseként.